# سلطان‌نشین جوهور
سلطان‌نشین جوهور (مالایی: Kesultanan Johor یا کسلطانن جوهر‎)، که همچنین به عنوان سلطان‌نشین جوهور-ریائو، سلطان‌نشین جوهور-ریائو-لینگا، یا امپراتوری جوهور نیز شناخته می‌شود، سلطان‌نشینی در بخش‌هایی از مالزی، اندونزی و سنگاپور امروزی بود که توسط سلطان علاءالدین ریایات شاه دوم در ۱۵۲۸ تأسیس شد. جوهور تا پیش از اشغال شهر ملاکا در سال ۱۵۱۱ توسط پرتغال، بخشی از سلطان‌نشین ملاکا بود.
این سلطان‌نشین در اوج قدرت خود بر جوهور، ریائو، مناطقی از رود کلنگ تا لینگگی و تانجونگ توآن، موار، باتو پاهات، سنگاپور، پولائو تینگگی و سایر جزایر سواحل شرقی شبه‌جزیره مالایا، جزایر کاریمون، جزایر بینتان، بولانگ، لینگا، بونگوران و بنگکالیس، کامپار و سیاک در سوماترا حکم می‌راند. در سال ۱۵۶۴ امپراتوری عثمانی این سلطان‌نشین را در طی گسیل به آچه فتح کرد. در دوران استعمار، سرزمین اصلی این سلطان‌نشین توسط انگلیس و قسمت جزیره‌ای آن توسط هلندی اداره می‌شد و سلطان‌نشین به دو تکهٔ جوهور و ریائو تقسیم شد. در سال ۱۹۴۶، بخش انگلیس به اتحادیه مالایی پیوست. دو سال بعد این بخش به فدراسیون مالایا و سپس در سال ۱۹۶۳ به فدراسیون مالزی پیوست. در سال ۱۹۴۹، بخش هلندی نیز به اندونزی پیوست.